# Jugimurammina
Jugimurammina es un género de foraminífero bentónico de la familia Jugimuramminidae, de la superfamilia Hippocrepinoidea, del suborden Hippocrepinina y del orden Astrorhizida. Su especie tipo es Jugimurammina stellapertura. Su rango cronoestratigráfico abarca el Holoceno.

## Discusión
Clasificaciones previas hubiesen incluido Jugimurammina en el suborden Textulariina del orden Textulariida.

## Clasificación
Jugimurammina incluye a la siguiente especie:
- Jugimurammina stellapertura